# Wildlands
Koordinaten: 52° 46′ 55″ N, 6° 53′ 20″ O
Die Wildlands (vollständiger Name: Wildlands Adventure Zoo Emmen) sind ein Zoo in der niederländischen Stadt Emmen. Der 2016 eröffnete Zoo ersetzt den Dierenpark Emmen, vormals Noorder Dierenpark, der mangels Erweiterungsmöglichkeiten aufgegeben wurde. Die Wildlands sind gegliedert in die drei Bereiche Serenga, Nortica und Jungola, die von einem zentralen Hauptplatz („Kompassplatz“) ausgehen, daneben gibt es den Animazia-Bereich (Spieleexpedition, Theater, Lernraum).

## Geschichte

### Noorder Dierenpark
Der Noorder Dierenpark war einer der bedeutendsten Zoologischen Gärten der Niederlande. Sein älterer Teil lag mitten im Zentrum der Stadt Emmen. Bekannt war er vor allem für seine nach Kontinenten gegliederten Anlagen mit großen Tiergruppen und für sein ausgeprägtes didaktisches Konzept.
Der Noorder Dierenpark wurde 1935 von Willem Oosting als Privatunternehmen gegründet. Die Familien Oosting und Rensen führten den Zoo auch in den folgenden Jahrzehnten und bauten diesen vor allem seit den 1970er Jahren zu einer bedeutenden, wissenschaftlich orientierten Einrichtung aus. Im Jahr 1995 übernahm Henk Hiddingh die wissenschaftliche Leitung des Zoos. Er machte aus dem kleinen Familienbetrieb ein mittelständisches Unternehmen, das mittlerweile eine der größten touristischen Attraktionen der Niederlande ist. In den 1990er Jahren sahen die Verantwortlichen in Emmen die Expansionsmöglichkeiten auf dem bisherigen, 13 Hektar großen Gelände im Stadtzentrum erschöpft. Aus diesem Grund wurde ein Areal außerhalb des Zentrums auf dem Noordbargeres aufgekauft. Da man zunächst plante, auf dem zweiten Gelände einen Themenbereich für den Lebensraum der Meere einzurichten, wurde dort 1998 eine begehbare Anlage für Humboldt-Pinguine errichtet. Diese Erweiterung und die steigenden Besucherzahlen machten 1999 den Bau eines neuen, größeren Parkplatzes notwendig. Gleichzeitig wurde die so genannte „Traverse“ gebaut, eine Fußgängerbrücke, die die beiden Teile des Parks miteinander verbindet.
In den folgenden Jahren kaufte der Zoo Emmen etwa 40 Hektar auf dem Noordbargeres hinzu und stellte erste Überlegungen an, den Zoo vollständig auf das Erweiterungsgelände zu verlagern. Diese Überlegungen wurden jedoch erst im September 2006 auf einem Treffen zwischen den Verantwortlichen des Zoos und der Stadt Emmen konkret. Beide beschlossen, in Zusammenarbeit auf dem Noordbargeres einen neuartigen Park zu errichten.

### Wildlands
Am 25. März 2016 wurde der neue Zoo (Wildlands – Adventure Zoo Emmen) eingeweiht. Von einem zentralen Platz (Kompassplatz) in der Mitte aus erkunden die Besucher verschiedene Themenbereiche. Diese Themenbereiche lehnen sich zum Teil an die bisherigen des alten Noorder Dierenpark an, sind jedoch durch neue ergänzt worden. Dabei hat sich die Gestaltung der Themenbereiche zum Teil noch stärker als bisher an den unterschiedlichen geographischen Besonderheiten der dargestellten Erdregionen orientiert.

## Anlagen
Die drei Themenbereiche sind Jungola (mit Schmetterlingspark, Birdy Bush [z. B. Loris], Maki-Wald [Kattas], Klammeraffeninsel, Gibboninsel, Otterbach, Elefantental und Elefantendusche; eine Attraktion ist die Rimbula-River-Bootsfahrt; der Alligator Trail ist noch in Bau), Serenga (mit Löwen, Präriehunden, Nilpferden, Erdmännchen, Zebus, Zebras, Mantelpavianen, Giraffen, Trampeltieren; eine Attraktion ist die Serenga Safari und ein entgleister Zug) und Nortica (mit Robben, Pinguinen, Eisbären).

## Galerie

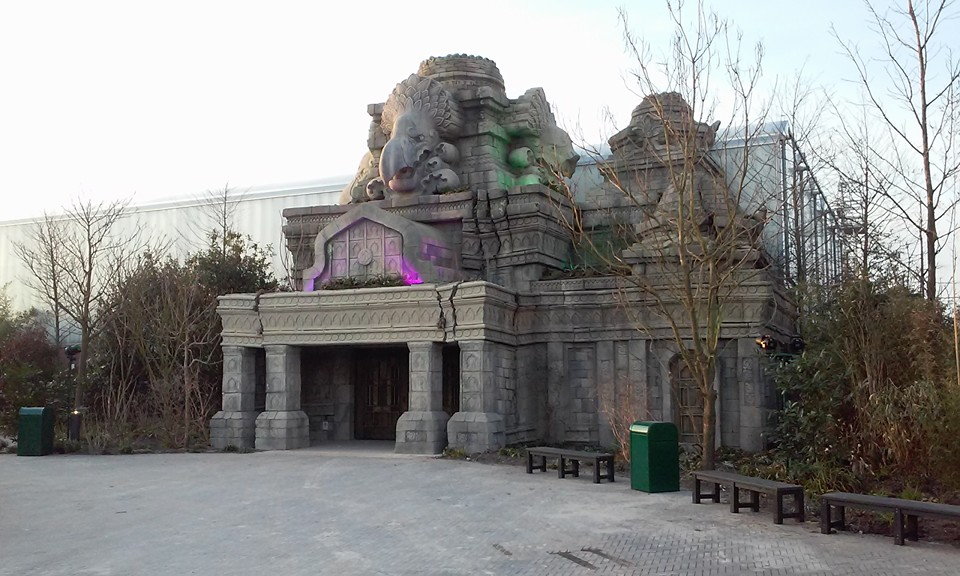
Der Schmetterlingstempel – Eingang zum Jungola
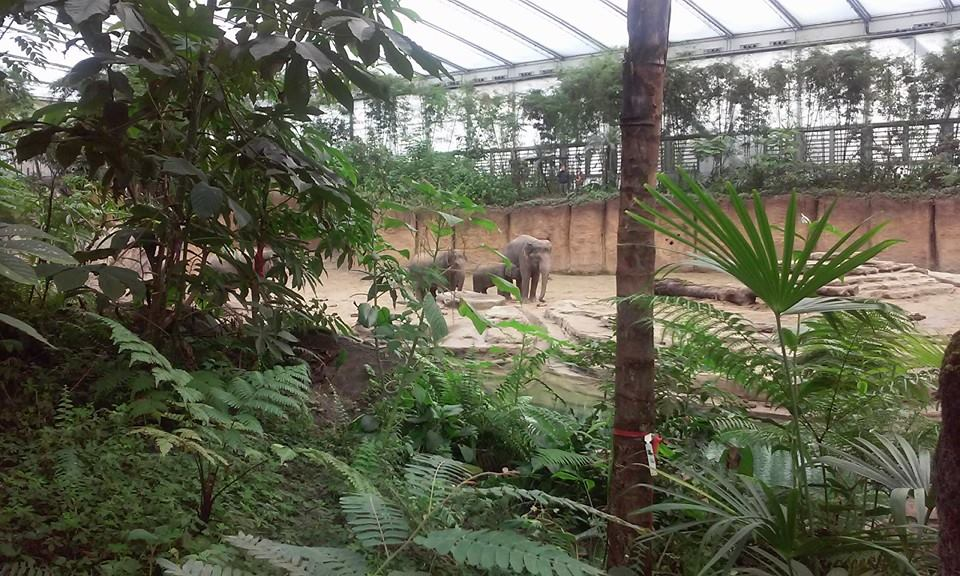
Elefanten im Jungola
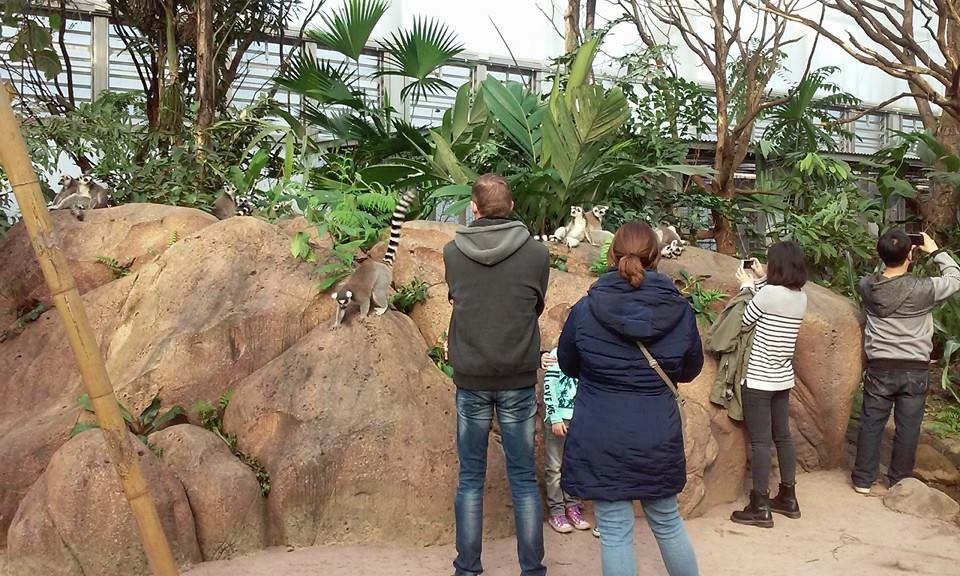
Kattas
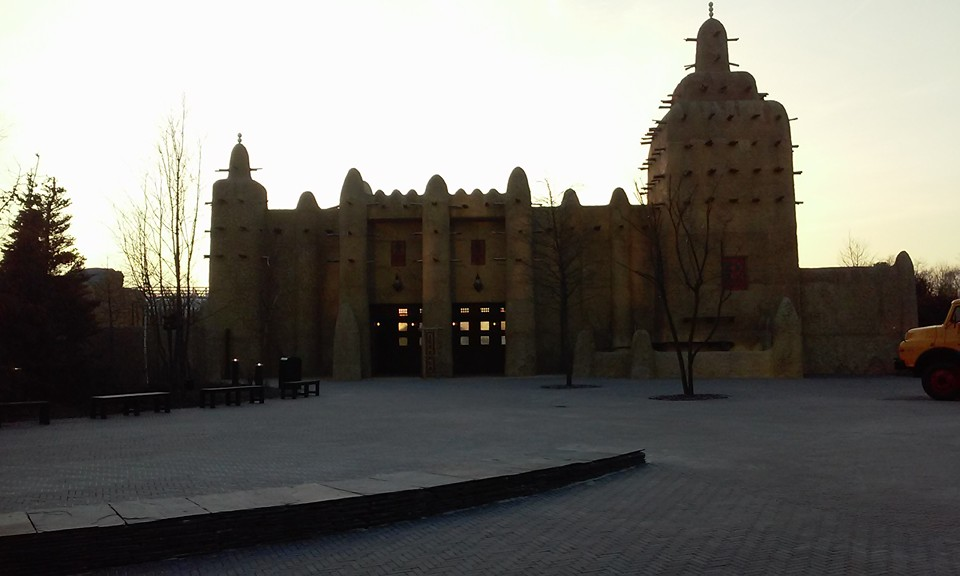
Der Sonnenpalast – Eingang zum Serenga
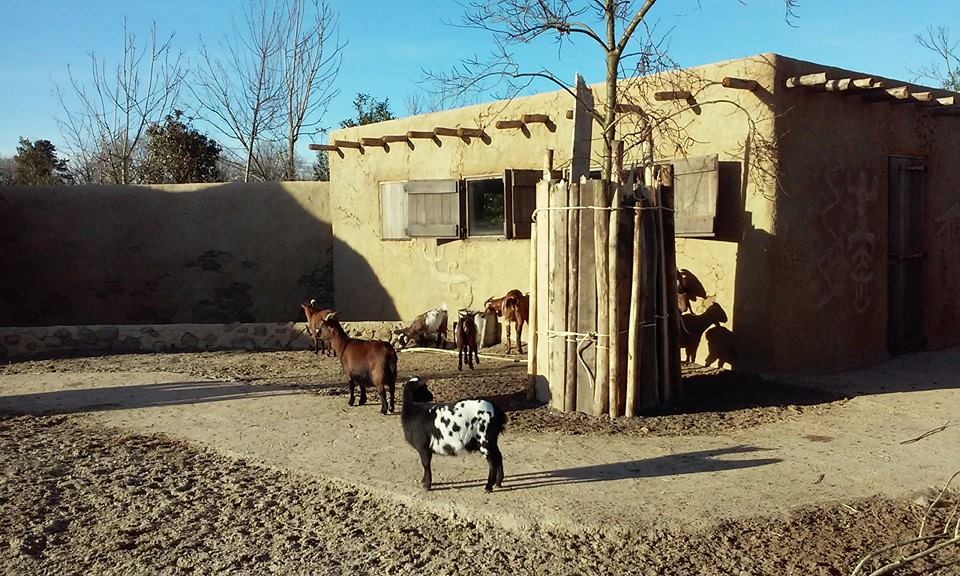
Dogondorf
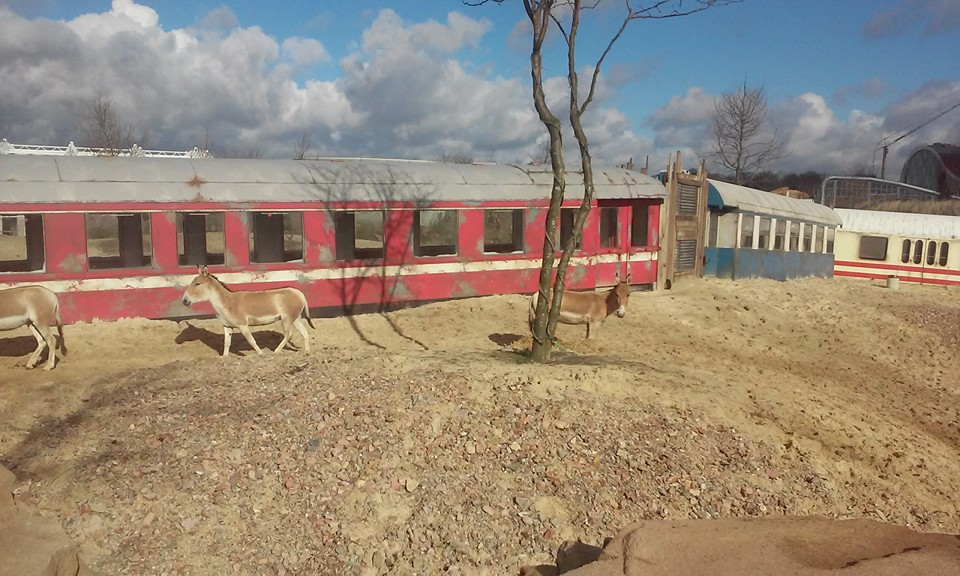
Onager beim entgleisten Zug
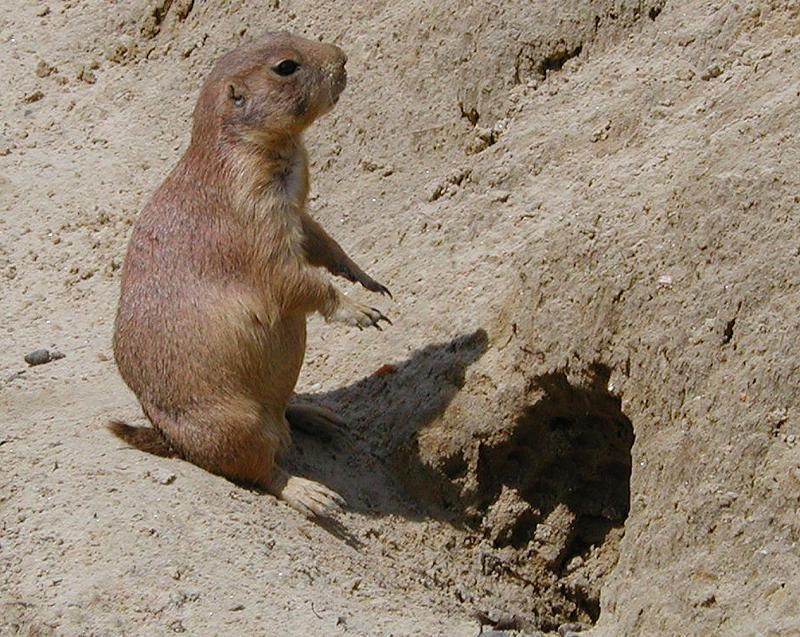
Präriehund im Serenga
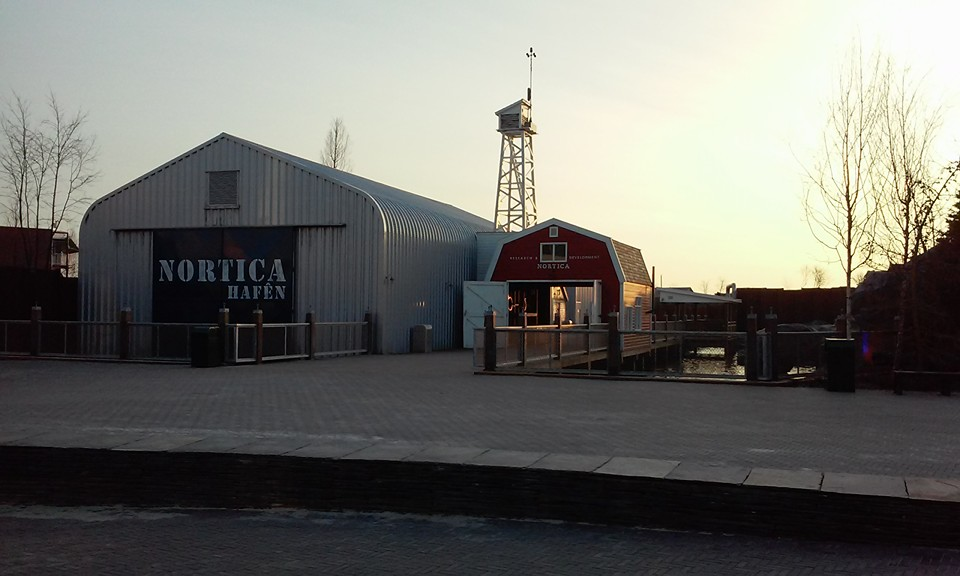
Der Nortica Hafen – der Eingang zum Nortica
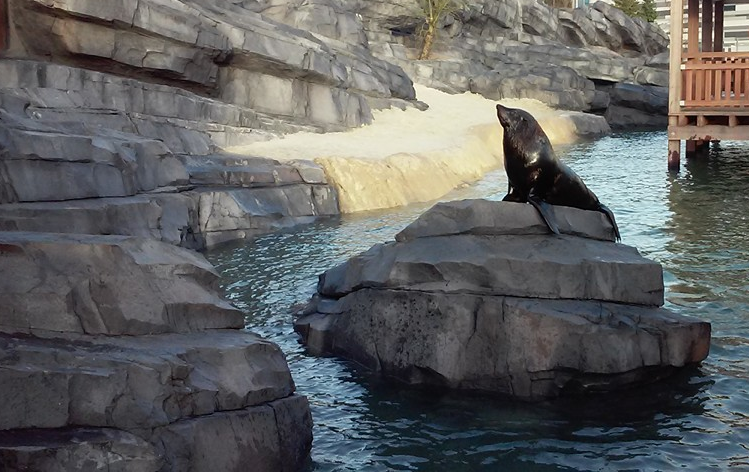
Südamerikanischer Seebär